# Bādemjīn
Bādemjīn (persiska: باتمَجين, بادمجين, Bātmajīn) är en ort i Iran.   Den ligger i provinsen Qazvin, i den nordvästra delen av landet, 160 km nordväst om huvudstaden Teheran. Bādemjīn ligger 1 774 meter över havet och antalet invånare är 149.
Terrängen runt Bādemjīn är lite bergig, och sluttar söderut. Runt Bādemjīn är det ganska tätbefolkat, med 108 invånare per kvadratkilometer. Närmaste större samhälle är Qazvin, 19,1 km sydost om Bādemjīn. Trakten runt Bādemjīn består i huvudsak av gräsmarker.